# Proconura caryobori
Proconura caryobori is een vliesvleugelig insect uit de familie bronswespen (Chalcididae). De wetenschappelijke naam is voor het eerst geldig gepubliceerd in 1934 door Hanna.